# Allison Vernerey
Pour les articles homonymes, voir Vernerey.
Allison Vernerey, née le 27 février 1991 à Mulhouse (Haut-Rhin), est une joueuse de basket-ball française.

## Biographie
Fille de l'entraîneur Jacques Vernerey originaire de Seloncourt, espoir de la génération 1991 avec Diandra Tchatchouang, Allison Vernerey remporte le championnat d'Europe cadettes en 2007 et la médaille d’argent en 2009 avec les Juniors. Elle joue à la SIG en NF1 à l’époque où celle-ci faisait office de deuxième échelon national, avant de rejoindre l’Université de Duke en 2009 pour y accomplir un cursus entier en économie et en marketing et y jouer en NCAA. Redoutable gauchère à l'aise et en défense comme en attaque et bonne contreuse, elle renonce à carrière sportive professionnelle à l'issue de son année senior, pour intégrer l'université en tant que salariée : « Je préfère m’en tenir à ce que j’ai toujours fait jusqu’à présent, orienter mes choix sportifs en fonction de mon parcours scolaire et universitaire, et non l’inverse ». En 2010, elle est championne de l’Atlantic Division Coast Conference (ACC). En quatre années sous les couleurs des Blue Devils, elle dispute 139 rencontres NCAA pour 5,2 points, 3,7 rebonds, 0,8 contre et 0,8 passe décisive de moyenne. Elle déclare : « L’aventure NCAA et aux États-Unis en général était la plus belle de ma vie ! Dur de résumer quatre années aussi intense en quelques mots… On travaillait dur, mais entre les matchs, le public et l’ambiance ce ne sont que de bons souvenirs. »
Après son cursus aux Blue Devils de Duke, elle travaillé en Angleterre. Mutée dans l'Est de la France dont elle est originaire, la gauchère rejoint pour 2016-2017 le club de l'AS Valentigney Basket en Nationale 3 : « puis 2013, j’ai pas mal voyagé en mettant la priorité sur ma carrière professionnelle. Depuis un peu plus de deux ans je travaille chez Décathlon, une entreprise où je me plais beaucoup. Après une expérience d’un an a Londres on m’a proposé un poste sur le magasin de Montbéliard. Une belle opportunité pour moi et un rapprochement familial qui m’ont permis de faire d’une pierre deux coups. »

## Clubs
- 1999-2000 : Aix-en-Provence
- 2000-2001 : Meyreuil
- 2001-2002 : Stade Français
- 2002-2003 : Aix-en-Provence
- 2003-2008 : Mulhouse
- 2008-2009 : Strasbourg Illkirch-Graffenstaden (NF1)
- 2009-2013 : Blue Devils de Duke[2]
- 2016-2017 : AS Valentigney Basket

## Palmarès

### Sélection nationale
- 2007 : Équipe de France Cadettes   -   Championnat d'Europe
- 2005 : Équipe de France Cadettes   -   Championnat d'Europe